# Preiļi (rejon)
Preiļi (łot. Preiļu rajons) – rejon w południowo-wschodniej Łotwie, funkcjonujący w latach 1949–2009.
Rejon graniczył z rejonami: Dyneburg, Jēkabpils, Krasław, Madona i Rzeżyca.
Zniesiony 30 czerwca 2009, w ramach reformy administracyjnej.